# Tetradimita
La tetradimita es un mineral de la clase de los minerales sulfuros, y dentro de esta pertenece al llamado “grupo de la tetradimita”. Fue descubierta en 1831 en una mina de la región de Banská Bystrica (Eslovaquia), siendo nombrada así del griego tetra -cuatro- y didymos -gemelo-, en alusión a su habitual macla en cuatro hojas. Un sinónimos poco usado es xafilita.

## Características químicas
Es un sulfuro y telururo de bismuto. El grupo de la tetradimita al que pertenece son teluriuros y seleniuros del sistema cristalino trigonal.
Además de los elementos de su fórmula, suele llevar como impurezas: selenio, oro, cobre y plomo.

## Formación y yacimientos
Aparece en vetas hidrotermales de cuarzo con oro, de moderada a alta temperatura de formación. También en yacimientos de metamorfismo de contacto.
Suele encontrarse asociado a otros minerales como: telurio, telurobismutita, oro, plata, bismuto, hessita, petzita, calaverita, matildita, altaíta, pirita, pirrotita, galena, esfalerita, arsenopirita, calcopirita o cuarzo.

## Usos
Usado como mena del bismuto y oro.